# Sun Yaoting
Sun Yaoting  (Tianjin, 29 de Setembro de 1902 - Pequim, 17 de Dezembro de 1996) foi o último eunuco sobrevivente da China Imperial.
Nascido numa família camponesa de origem humilde, foi castrado com apenas 8 anos de idade, para servir como eunuco na corte da dinastia Qing. Seu próprio pai castrou-o com uma navalha, poucos meses antes da deposição do último imperador da China.
Em 1911, o levantamento de Wuchang resultou na revolução Xinhai e em 1 de Janeiro de 1912, a República da China foi proclamada. Para sua sorte, a corte imperial não foi dissolvida, o Imperador manteve sua residência na Cidade Proibida e seu título, embora a partir daquele momento fosse apenas um símbolo, contestado pelos poderes que lutavam pelo poder na China.
Serviu fielmente ao último imperador, mesmo após a fuga deste de Pequim e do estabelecimento do estado fantoche de Manchukuo, sob a esfera de influência do Império do Japão, com o último imperador posto como soberano.
Com a Revolução Cultural, os últimos eunucos sofreram forte discriminação, pois eram apontados pelo governo  como figuras fortemente negativas. Isso o levou a se aposentar e retirar-se para a vida religiosa. Foi encontrado morto no templo budista de Guanghua, em Pequim, aos 94 anos de idade.
O filme dramático de 1987 Lai Shi, China's Last Eunuch  é baseado na vida de Sun Yaoting.